# Hypolimnas chapmanni
Hypolimnas chapmanni är en fjärilsart som beskrevs av William Chapman Hewitson 1873. Hypolimnas chapmanni ingår i släktet Hypolimnas och familjen praktfjärilar. Inga underarter finns listade i Catalogue of Life.